# Дору (субрегион)
Субрегион Дору (порт. Douro (subregião)) — экономико-статистический субрегион в северной Португалии.
Входит в состав Северного региона.
Включает в себя часть округов Вила-Реал, Браганса, Визеу и Гуарда.
Территория — 4112 км². Население — 183 875 человека (2021). Плотность населения — 54 чел./км².

## География
Субрегион граничит:
- на севере — субрегион Алту-Траз-уш-Монтеш
- на востоке — Испания
- на юге — субрегионы Бейра-Интериор-Норте и Дан-Лафойнш
- на западе — субрегион Тамега

## Муниципалитеты
Субрегион включает в себя 19 муниципалитетов:

### Муниципалитеты округа Браганса
- Вила-Флор
- Карразеда-де-Ансьянш
- Торре-де-Монкорву
- Фрейшу-де-Эшпада-а-Синта

### Муниципалитеты округа Визеу
- Армамар
- Ламегу
- Моимента-да-Бейра
- Пенедону
- Сан-Жуан-да-Пешкейра
- Сернанселье
- Табуасу
- Тарока

### Муниципалитеты округа Вила-Реал
- Алижо
- Вила-Реал
- Мезан-Фриу
- Пезу-да-Регуа
- Саброза
- Санта-Марта-де-Пенагиан

### Муниципалитеты округа Гуарда
- Вила-Нова-де-Фош-Коа